# Леса Азербайджана
Лесные массивы занимают 13,6 % всей территории Азербайджана (по данным, опубликованным Продовольственной и сельскохозяйственной организацией ООН в 2020 году). Общий лесной фонд республики составляет 1213,7 тысячи гектаров, в том числе лесной покров — 1021 тысяча гектаров.
Управление лесами Азербайджана осуществляется на основании Лесного кодекса и закона «Об охране окружающей среды». Все леса страны находятся в государственной собственности и выполняют водоохранные, почвозащитные и климаторегулирующие функции.
Леса на территории Азербайджана леса распределены неравномерно. Так, почти 85 % лесов находится в горной части (Большой и Малый Кавказ, Талышский горный регион) и лишь 15 % — в низменной. Лесной покров в горной части колеблется от 18 до 40 % территории, а в низменных районах составляет от 0,5 до 2 %.

## История лесного массива

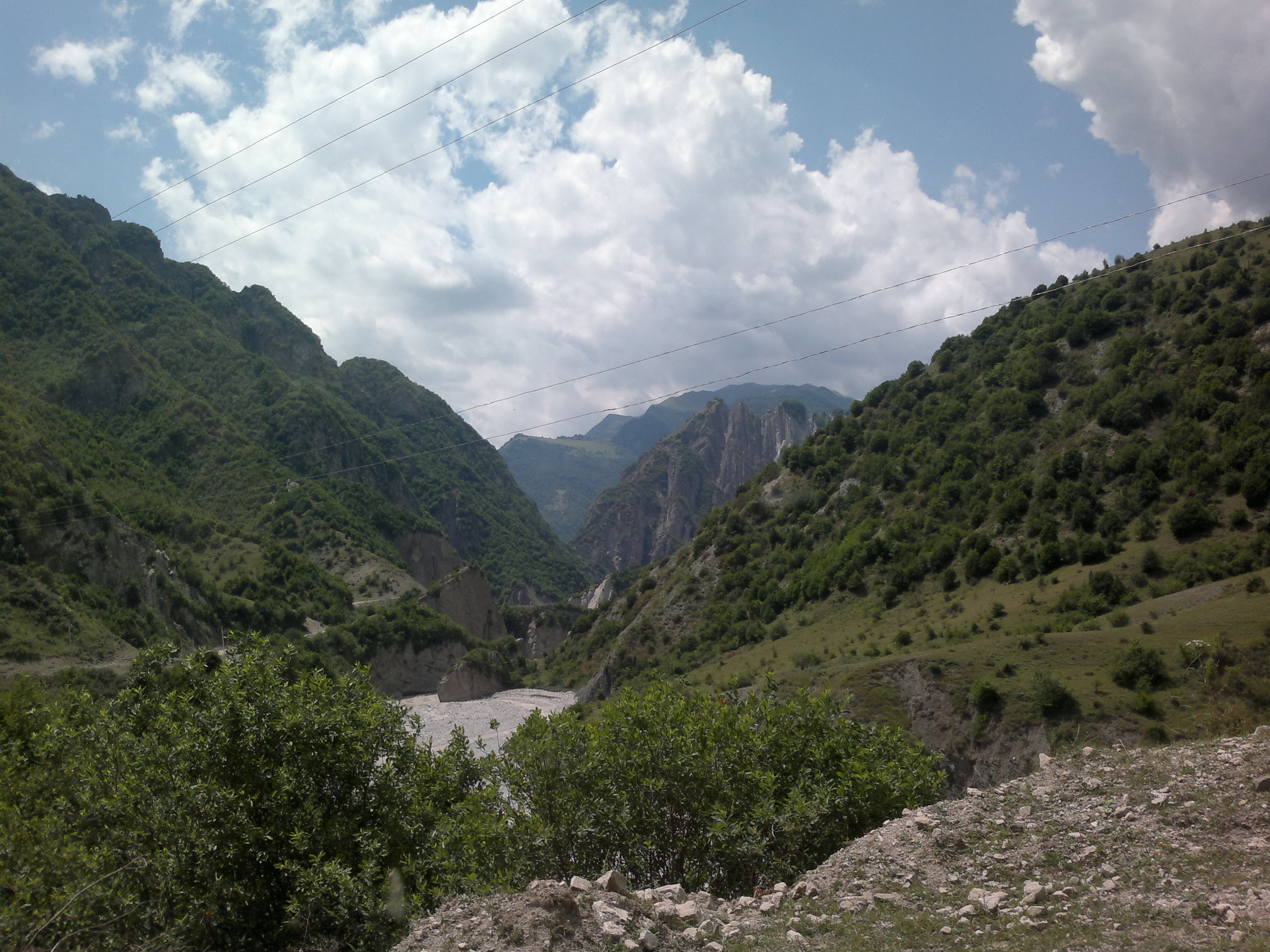
Лесной массив в Исмаиллинском районе Азербайджана

В XVIII—XIX веках площадь лесных массивов на территории, занимаемой ныне Азербайджанской Республикой, составляла 30-35 % общей территории.
К 1966 году леса в Азербайджане занимали около 11,5 % площади.
В 1997 году был принят Лесной кодекс Азербайджанской Республики.
В 2003 году была разработана программа экологически устойчивого социально-экономического развития, воспроизводства и увеличения лесов. В результате осуществления этой программы за пять лет примерно на 70 тыс. гектаров были проведены восстановительные работы.
2010 год был объявлен в Азербайджане Годом экологии. В связи с этим в стране были проведены крупномасштабные озеленительные работы. В частности, за 2010 год на Апшеронском полуострове было высажено около 8 млн деревьев. Из них 3,5 млн было посажено Министерством экологии и природных ресурсов, остальные — исполнительной властью районов, местных муниципалитетов и др.
В связи с официальным открытием в 2011 году в Азербайджане Международного года лесов представительство ООН в Баку совместно с Министерством экологии и природных ресурсов в апреле этого же года организовало субботник в пригородах Баку, в ходе которого на площади 5 гектаров было посажено 4 тысячи оливковых деревьев.
В течение года Министерством экологии и природных ресурсов выращивается 30 млн саженцев, которые используются в озеленительных и лесопосадочных работах.
К 2011 году леса в Азербайджане занимали 11,8 % площади.

## Лесная флора

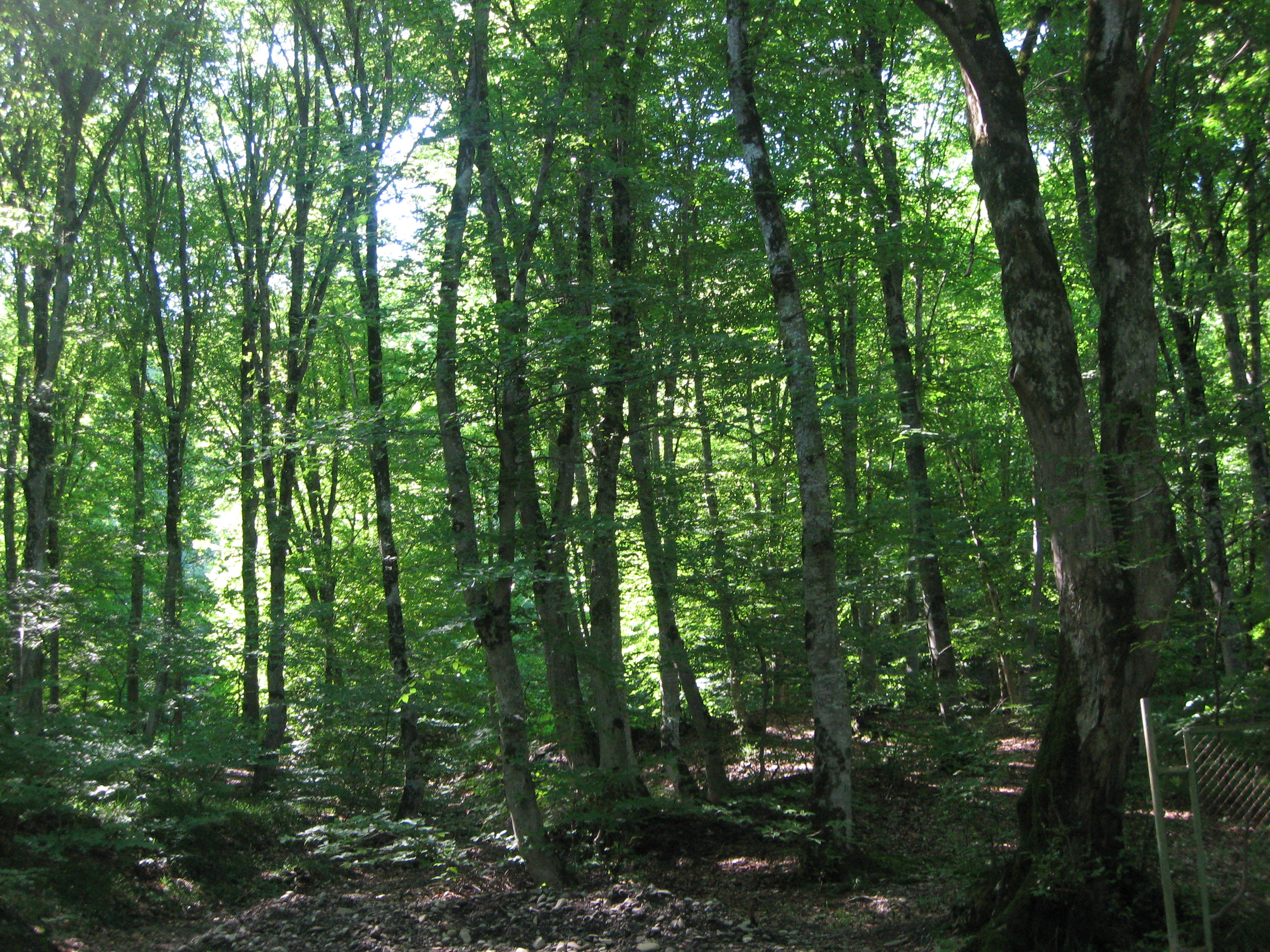
Леса в Губинском районе Азербайджана

В целом в лесах Азербайджана растёт 450 видов деревьев и кустарников, 150 из них — дикорастущие фруктовые деревья. 30 % этих фруктовых деревьев пригодны для эксплуатации.
В лесах Азербайджана произрастают такие виды деревьев, как фисташка, обычный и каштанолистный дуб, граб, бук, тополь, акация, каштан, орех грецкий и фундук и другие виды деревьев и кустарников.
В формировании лесов в Азербайджане большую роль играет восточный бук, что составляет 32 %, бук — 24 %. Это лесообразующие породы. В азербайджанских лесах также произрастают можжевельник, хурма кавказская, ольха, тополь, ясень, каштан, орех и др.
Средний возраст деревьев в горной части составляет 80-86 лет, а в низменной части — 40-60 лет.

## Лесная фауна

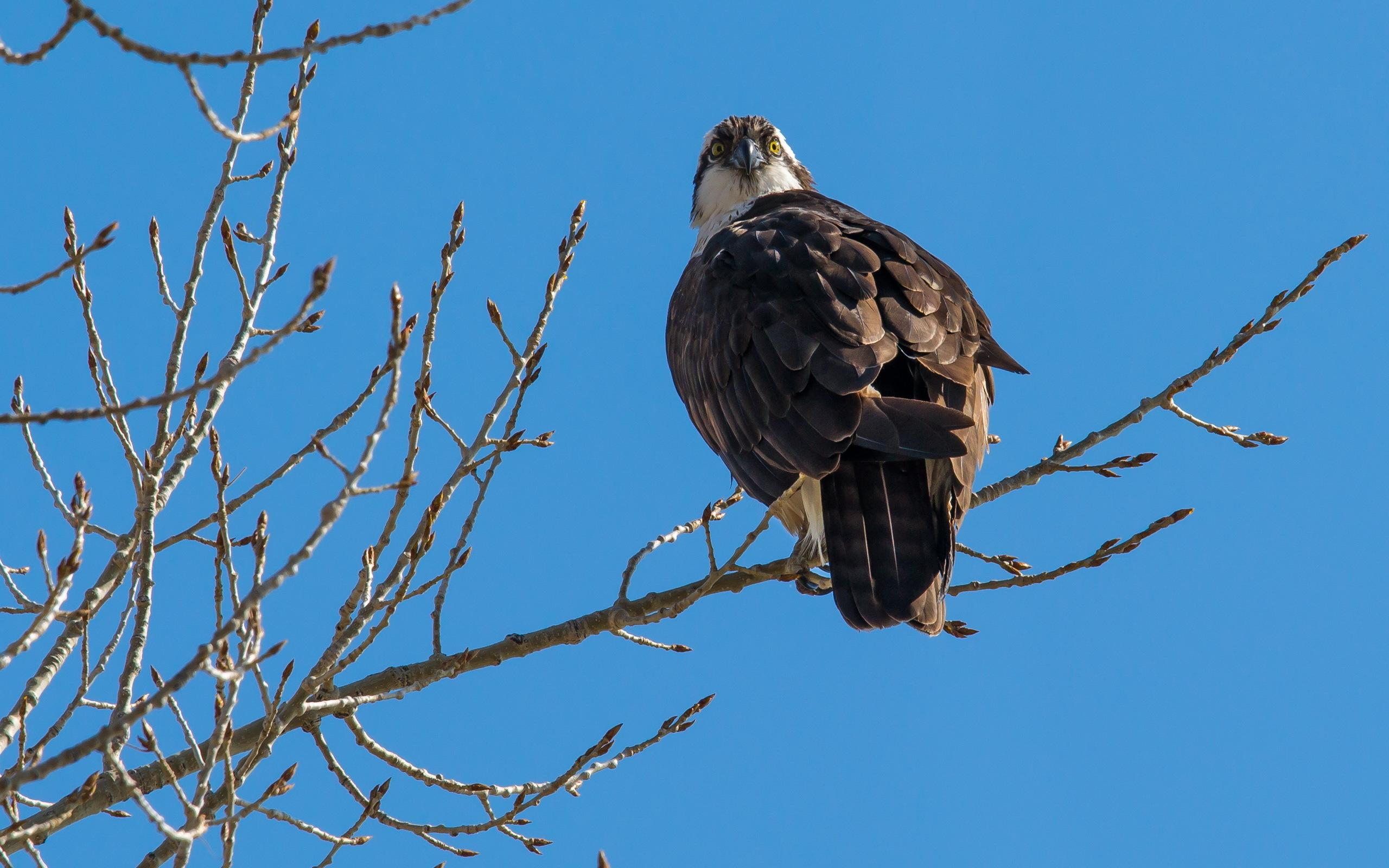
Скопа в Азербайджане

В Азербайджане именно леса наиболее богаты биологическим разнообразием. Здесь водятся благородный олень, косуля, бурый медведь, волк, енот, лиса, заяц, куница, белка, а также переднеазиатский леопард; из птиц — кавказский тетерев, кукушка, несколько видов орлов и многие другие редкие представители фауны.
На 11,2 % площади лесных угодий растёт молодняк, 63,3 % деревьев — среднего возраста.
В настоящее время на территории национальных парков, природных заповедников, функционирует система резервации. Среди них: Гирканский Национальный парк — в феврале 2004 года на территории Ленкораньского и Астаринского районов, площадью 21435 га. Обитатели азербайджанских лесов также попали в «Красную книгу» среди них: железное дерево, леопард, талышский фазан, беркут и другие.

## Большие Кавказские горы

### Горные леса в Гахе
Горные леса Гахского района расположены в южной части Большого Кавказа на западе Азербайджана. Лесные территории занимают от 350 до 2000 метров над уровнем моря.
Кавказский граб, Грузинский дуб — доминирующие деревья на сухих и теплых участках гор.
В горных лесах Гаха можно найти Дерево Хейзел, который является эндемическим видом и специфичен только для западных территорий страны.

### Горные леса в Огузе
Горные леса в Огузе расположены на восточной стороне Большого Кавказа. Лесные массивы расположены От 650 до 1900 метров над уровнем моря. Деревья, характерные для огузских лесов: кавказский дуб, персидский дуб, кавказский и восточный бук.

### Горные леса в Алтиагадже
Кустарники и редкие леса особенно характерны для региона, расположенного в восточной части Большого Кавказа. В Алтиагадже можно найти кусты можжевельника. Их высота достигает 4 метров. Существуют другие виды растений, такие как Калина ламанна, «Spirea crenata» и «Berberis vulgaris». Здесь, 1300 метров над уровнем моря, распространены грабские леса.

## Горы Малого Кавказа

### Горные леса в Шамкире
Леса расположены в долине Шамкирчай, которая является частью северной части Малого Кавказа. Они в основном распределяются вдоль берегов, где расположены водные ресурсы.
В Шамкире существуют различные типы лесов: буковые и буко-грабские леса, леса грушевого клёна и грузинский дубово-грабовый лес.

### Талышские горы

#### Хирканский лес
Хирканские леса охватывают территории Азербайджана и Ирана. Площадь лесов Хиркани составляет около 0,1 млн га. Национальный парк Хиркан был заселен в Талышских горах, который охватывает территорию около 38000 га, вмещающую различные зоны леса.

## Управление лесным фондом

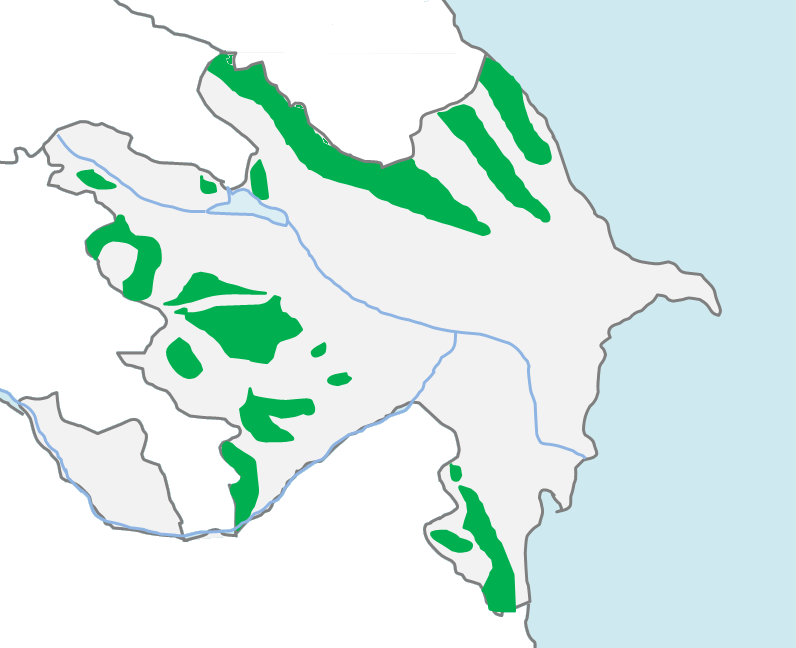
Карта распространения лесов в Азербайджане

В период Азербайджанской ССР управлением лесным хозяйством занимался Лесной отдел Народного Комиссариата земледелия. В его полномочия входили высадка лесов, таксация, управление лесничествами. Заготовками древесины занимался Лесной отдел АзСовНарХоза. 
В настоящее время при Министерстве экологии и природных ресурсов Азербайджана создана Служба развития лесов. В обязанности службы входит восстановление и сохранение лесов. В отделе насчитывается 33 предприятия, занимающихся восстановлением и охраной лесов. Научно-исследовательский институт лесного хозяйства является подразделением службы и занимается лесным хозяйством.

## Проблемы

### Лесные пожары
С целью сохранности лесов в Азербайджане к 2011 году в стране были проведены и противопожарные мероприятия на территории протяжённостью 650 км. А в связи с аномальными климатическими изменениями в стране в этот период были быстро локализованы возникшие лесные пожары. Вследствие этого, в результате пожаров вред лесному фонду нанесен не был.

### Незаконная вырубка лесов
Производятся незаконные вырубки лесов на территории лесничеств. Вырубка лесов в сельской местности увеличивается в связи с нехваткой газа. Также, производятся вырубки с целью реализации пиломатериала. Борьба с вырубками предусмотрена в Государственной программе социально-экономического развития регионов страны.
«Национальная программа по восстановлению и расширению лесов в Азербайджанской Республике», принятая на период 2003—2008 годов, частично способствовала улучшению ситуации. За этот период были проведены мероприятия по восстановлению лесов  на более чем 71 634 гектарах лесных земель, было посажено большое количество деревьев. По данным Департамента развития лесов Министерства экологии и природных ресурсов Азербайджана, в 2013 году на территории 1031 га проведены крупномасштабные лесовосстановительные работы. При Министерстве вопросами лесного хозяйства занимаются два основных отдела: департамент развития лесного хозяйства, занимается управлением земельными ресурсами и ресурсами лесов, департамент биоразнообразия и охраняемых природных ресурсов занимается охраняемыми лесами.